# Фиат 500 (1957)
Fiat 500 (на италиански: Fiat Cinquecento, Чинкуеченто) е италиански малолитражен автомобил.

## Първа генерация
Fiat 500 е един от символите на FIAT, на италианската индустрия, италианското автомобилостроене дори и на самата Италия. Този модел дава начало на нов клас в автомобилостроенето на градските автомобили. Проектиран в средата на 50-те години на двадесети век, да бъде наследник на Fiat Topolino и Fiat 600. Семпъл и практичен това е основата за малкия Fiat 500. В дизайнерско отношение е базиран на легендарния Topolino (каросерията), а предната решетка и разположението на фаровете от Fiat 600. За разлика от 600 фаровете са разположени по-близо до решетката, а тя е оформена без процепи (Fiat 600). Задната част е в нов стил.

### История
Fiat 500 трябва да подобри рекордите на предшествениците си и успява да остане във времето с отличителния си дизайн и революционната комбинация от компактност, практичност и ниска цена. Преди пускането официално на модела е представен прототип, който не се отличава значително от серийния модел. Официално е представен на 4 юли 1957 г. под името Nuova 500 („Новият 500“).

### Версии
- Fiat 500 N Economica (най-слабо обзаведена версия)
- Fiat 500 N Normale
- Fiat 500 Sport
- Fiat 500 America
- Fiat 500 Trasformabile и 500 Tetto apribile
- Fiat 500 Giardiniera (G) и Commerciale (комби версия)
- Fiat 500 D
- Fiat 500 F
- Fiat 500 L
- Fiat 500 R

### Дизайн
Дизайнът на модела е дело на Данте Джакоза (Dante Giacosa). Каросерията е подобрена и е ползвала детайли от Fiat 600. Тя е компактна и с по-правилни пропорции като мястото за багажа (предния капак) не е издължен като при Fiat Topolino. Предната решетка е изчистена и фаровете са централизирани за по-добра осветеност. Задната част е елегантно оформена в горната част са разположени решетки за абсорбация на въздуха и задните стопове са хоризонтални.

### Производство
Моделът е произвеждан в Италия в градовете Торино, Дезио и Термини Имерезе от 1957 до 1975 г. Произведени са общо 4 250 000 екземпляра. Моделът става изключително популярен в родината си, но експортът му също е от съществено значение. В Германия е бил „любимец на студентите“, във Великобритания се продават хиляди бройки и печели много симпатии, във Франция, Испания и Полша е любимец на средната класа и до днес моделът е много търсен и ценен от колекционерите. Изнесени са и хиляди бройки за страните от Южна Америка и стотици бройки за САЩ.

### Близнаци
На базата на Fiat 500 са произведени и версии – Abarth 500 (производител Abarth), Fiat 500 Ghia Jolly (производител Carrozzeria Ghia), както и Puch 500 (Пух 500) на Steyr-Daimler-Puch. Моделът Bianchina на Autobianchi (Аутобианки) също е базиран на модела Fiat 500.